# Sven Thorgren
Sven Thorgren (* 4. Oktober 1994 in Sollentuna) ist ein schwedischer Snowboarder.

## Werdegang
Thorgren nimmt seit 2008 an Wettbewerben der TTR World Snowboard Tour teil. Dabei erreichte er in der Saison 2009/10 mit dem zweiten Platz im Slopestyle beim Chillinvitational im Gesunda Resort und dem dritten Rang beim Protest World Rookie Finals 2010 in Ischgl seine ersten Podestplatzierungen. Zu Beginn der folgenden Saison siegte er im Slopestyle beim South America Rookie Fest in Valle Nevado. Sein erstes FIS-Weltcuprennen fuhr er im Oktober 2010 in London, welches er auf dem 16. Platz im Big Air Wettbewerb beendete. Die Snowboard-Weltmeisterschaften 2011 in La Molina kam er als 38. Platz im Slopestyle. Im April 2011 belegte er bei den Protest World Rookie Finals in Ischgl den zweiten Rang im Slopestyle. In der Saison 2011/12 siegte er erneut im Slopestyle beim South America Rookie Fest in Valle Nevado und bei den Protest World Rookie Finals in Ischgl. Bei den Snowboard-Weltmeisterschaften 2012 in Oslo errang er den sechsten Platz im Slopestyle. Im August 2013 kam er den dritten Platz im Slopestyle beim Billabong Bro Down in Neuseeland. Bei den Snowboard-Weltmeisterschaften 2013 in Stoneham errang er den 18. Platz im Slopestyle. Im März 2013 erreichte er bei der Swedish Snowboard Series in Kläppen. Eine Woche später holte er mit dem dritten Platz im Slopestyle beim FIS-Weltcuprennen in Špindlerův Mlýn seine erste Weltcuppodestplatzierung. Bei der schwedischen Meisterschaft 2013 in Kläppen wurde er Meister im Slopestyle. Die Saison beendete er auf dem zweiten Platz in der FIS-Slopestylewertung. In der Saison 2013/14 siegte er im Slopestyle beim O’Neill Pleasure Jam in Schladming und im Big Air beim Air & Style Beijing 2013 in Peking. Den zweiten Platz errang er im Big Air bei der Swedish Snowboard Series in Tandådalen und im Slopestyle bei den Dew Tour Mountain Championships in Breckenridge. Bei seinen ersten Olympischen Winterspielen in Sotschi erreichte Thorgren im erstmals ausgetragenen Wettbewerb Slopestyle mit 87,50 Punkten den vierten Platz. Beim Toyota Big Air in Sapporo kam er auf den dritten Platz. Im März 2014 wurde er wie im Vorjahr schwedischer Meister im Slopestyle. Die Saison beendete er auf dem zweiten Platz in der World Snowboard Tour-Big-Air Wertung. Zu Beginn der Saison 2014/15 gewann er im Big Air Wettbewerb  beim freestyle.ch in Zürich. Bei den Winter-X-Games 2015 in Aspen holte er Bronze im Slopestyle. Im weiteren Saisonverlauf belegte er beim Ale Invite im Big Air in Ale und den ersten Rang im Slopestyle bei der Swedish Snowboard Series in Kläppen. Zu Beginn der Saison 2015/16 kam er im Slopestyle bei The Mile High in Perisher Blue auf den dritten Platz. Ebenfalls Dritter wurde im Dezember 2015 beim Air & Style in Peking. Bei den Winter-X-Games 2016 in Aspen belegte er im Slopestyle und im Big Air jeweils den achten Platz. Im Februar 2016 errang er beim Air & Style den sechsten Platz in Innsbruck und den dritten Rang in Los Angeles und gewann damit die Air & Style-Gesamtwertung. Bei den Snowboard-Weltmeisterschaften 2016 in Yabuli belegte er den 13. Platz im Slopestyle und den achten Rang im Big Air-Wettbewerb. Zu Beginn der Saison 2016/17 siegte er im Slopestyle bei The Mile High in Perisher. Bei den Winter-X-Games 2017 errang er den 17. Platz im Slopestyle und den siebten Platz im Big Air. Beim Air & Style in Innsbruck wurde er Dritter und in Los Angeles Vierter. Im März 2017 gewann er bei den X-Games Norway 2017 in Hafjell die Goldmedaille im Slopestyle. Zudem kam er dort und bei den Snowboard-Weltmeisterschaften 2017 in Sierra Nevada jeweils auf den sechsten Platz im Big Air. Bei den Burton US Open 2017 in Vail belegte er den dritten Platz im Slopestyle.
Nach Platz eins im Big Air in Peking zu Beginn der Saison 2018/19, holte Thorgren bei den Winter-X-Games 2019 die Bronzemedaille im Big Air. Zudem errang er dort den zehnten Platz im Slopestyle. Bei den folgenden Weltmeisterschaften in Park City kam er auf den 16. Platz im Slopestyle. Anfang März 2019 wurde er bei den Burton US Open Zweiter im Slopestyle und erreichte zum Saisonende den sechsten Platz im Big-Air-Weltcup. Bei den X-Games Norway 2019 gewann er die Silbermedaille im Big Air. In der Saison 2019/20 kam er mit drei Top-Zehn-Platzierungen, darunter Platz zwei im Big Air in Peking, auf den 16. Platz im Freestyle-Weltcup und auf den fünften Rang im Big-Air-Weltcup. Bei den Winter-X-Games 2020 holte er die Bronzemedaille im Big Air und errang bei den X-Games Norway 2020 in Hafjell den fünften Platz im Big Air und den vierten Platz im Slopestyle. In der folgenden Saison errang er den zweiten Platz im Big-Air-Weltcup und holte bei den Winter-X-Games 2021 Silber im Big Air. Bei den Snowboard-Weltmeisterschaften 2021 kam er auf den 33. Platz im Big Air und auf den 24. Rang im Slopestyle.
Nach Rang im Big Air beim Weltcup in Chur zu Beginn der Saison 2021/22, holte Thorgren bei den Winter-X-Games 2022 die Bronzemedaille im Slopestyle und belegte bei den Olympischen Winterspielen 2022 in Peking den 24. Platz im Slopestyle sowie den 11. Rang im Big Air.

## Weltcupsiege
| Nr. | Datum             | Ort    | Disziplin |
| --- | ----------------- | ------ | --------- |
| 1.  | 24. November 2018 | Peking | Big Air   |